# Erro tipográfico

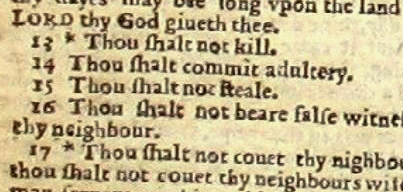
Uma omissão tipográfica da palavra "not" (não em inglês) na sentença "Thou shalt not commit adultery." (Não deverás cometer adultério) Essa impressão da bíblia ficou conhecida como A Bíblia Adúltera.

Um erro tipográfico, popularmente conhecido por gralha, é um erro cometido no processo de datilografia, geralmente de material impresso. O termo inclui erros causados por falhas mecânicas e lapsos dos dedos ou mãos, mas exclui erros de ignorância, como os erros de ortografia. Manifesta-se tipicamente por omissão (ex. Wikpédia) ou na repetição (ex. Wikiipédia) de uma fonte tipográfica ou ainda na troca de posições de dois caracteres vizinhos (ex. Wikpiédia).
Presentes com muita frequência em versões iniciais dos textos, os erros tipográficos podem ser corrigidos pelos corretores ortográficos, com pelo menos duas leituras por pessoas diferentes. Uma vez cumpridas estas passagens, o texto é revisto para uma última leitura e finalmente publicado.
Alguns programas de processamento de texto contêm tabelas que permitem automaticamente corrigir os erros mais comuns do idioma em causa ainda durante a fase de escrita.

## Erros tipográficos internacionais
Alguns erros tipográficos, ou tipos de erros tipográficos, atingiram notoriedade e são usados deliberadamente com propósitos humorísticos. Por exemplo, o jornal britânico The Guardian é ocasionalmente chamado de The Grauniad devido a sua reputação de cometer erros de datilografia antes da era de digitação via microcomputador. Esses erros são comuns em salas de bate-papo, Usenet e na World Wide Web e alguns se popularizaram entre grupos da internet e subculturas. pron não é um erro tipográfico, mas um exemplo de ofuscação.